# Matthias Metten
Matthias Metten (* 3. listopadu 1987 Nordhorn) je německý hudebník. V roce 2005 založil spolu se Zachariasem Adrianem a Kristianem Sandbergem hudební skupinu ItaloBrothers. Jejich hudebním vydavatelstvím je Zooland Records. Debutové album STAMP! bylo vydáno v prosinci 2010 a obsahuje celkem 14 skladeb. Jejich nejúspěšnějšími skladby jsou „Stamp on the Ground“, „My Life Is a Party“, „This Is Nightlife“, „Summer Air“. Na levé paži má tetování obsahující zeměpisné souřadnice svého dětského domova.